# Josef Myrow
Josef Myrow (Rusland, 28 februari 1910 – Los Angeles 24 december 1987) was een Russisch-Amerikaans componist en pianist.

## Levensloop
Myrow studeerde aan de Universiteit van Pennsylvania in Philadelphia, aan het Philadelphia conservatory of Music (PCM), nu University of the Arts (UArts) in Philadelphia alsook aan het Curtis Institute of Music in Philadelphia. Hij was een uitstekend pianist en verzorgde pianoconcerten met de symfonieorkesten uit Cleveland (o.a. Cleveland Orchestra) en Philadelphia. 
Later werkte hij als muziekdirecteur bij verschillende omroeporganisaties in Philadelphia. 
Hij begon te componeren voor nachtclub revues en restaurants in steden aan de Amerikaanse Oostkust. In 1946 begon hij een rond 10-jarige samenwerking met de tekstschrijver Mack Gordon. Andere tekstschrijvers waren Kim Gannon, Jean Stone en Bickley Reichner. Voor twee liederen werd hij genomineerd voor de Academy Award. Myrow overleed in 1987 aan het gevolg van de Ziekte van Parkinson.

## Composities

### Werken voor harmonieorkest
- 1942 Autumn Nocturne - bewerkt door: W. Teague
- Civil Air Patrol (officieel lied van de United States Air Force Auxiliary)

### Vocale muziek

#### Liederen
- 1936 Five O'Clock Whistle
- 1942 Autumn Nocturne
- 1946 Always A Lady - tekst: Mack Gordon
- 1946 Follow the Band
- 1946 On The Boardwalk In Atlantic City - tekst: Mack Gordon
- 1946 Somewhere In The Night - tekst: Mack Gordon
- 1946 You Make Me Feel So Young - tekst: Mack Gordon
- 1947 Fare-Thee-Well, Dear Alma Mater - tekst: Mack Gordon
- 1947 Kokomo, Indiana - tekst: Mack Gordon
- 1947 Rolling Down Bowling Green On a Little Two-Seat Tandem - tekst: Mack Gordon
- 1947 There's Nothing Like A Song - tekst: Mack Gordon
- 1947 This Is My Favorite City - tekst: Mack Gordon
- 1947 We're a Couple of Broadway Brothers
- 1947 You Do - tekst: Mack Gordon (genomineerd voor de Academy Award)
- 1948 By The Way
- 1948 What Did I Do?
- 1949 Every Time I Meet You
- 1950 It Happens Every Spring
- 1950 May I Tempt You with a Big Red Rosy Apple?
- 1950 Wilhelmina (eveneens voor de Academy Award genomineerd)
- 1953 A Lady Loves - tekst: Mack Gordon
- 1953 A Quiet Little Place in the Country
- 1953 Any Gal from Texas
- 1953 Comment Allez-Vous?
- 1953 I'd Rather Have a Pal Than a Gal Anytime
- 1953 Saturday Afternoon Before the Game
- 1953 The Great White Way
- 1953 This Is My Favorite City
- 1953 Wait Till You See Paris
- 1953 We Girls of the Chorus
- 1953 Well, I'll Be Switched
- 1953 What Is This I Feel?
- 1953 Where Did You Learn To Dance? - tekst: Mack Gordon
- 1956 Bundle of Joy
- 1956 I Never Felt This Way Before
- 1956 Lullaby in blue, voor zangstem en piano - tekst: Mack Gordon
- 1956 Some Day Soon   Worry About Tomorrow", "Lullaby in Blue"
- 1956 The Ballad of Wes Tancred
- 1957 Velvet Moon
- Baby Won't You Say You Love Me
- Endless Love
- Five Four Blues
- Give Me the Simple Life
- Haunting Me
- I Love To Watch The Moonlight
- Love Is Eternal
- Overheard In A Cocktail Lounge
- Soft And Warm
- The Fable Of The Rose
- There You Are - tekst: Mack Gordon
- Three Quarter Blues

### Filmmuziek
- 1946 If I'm Lucky (samen met: Eddie De Lange)
- 1947 Mother Wore Tights
- 1950 Wabash Avenue
- 1953 The French Line
- 1956 Worry About Tomorrow
- I Love Melvin
- The Beautiful Blonde From Bashville Bend
- The I-don't-Care Girl
- Three Little Girls In Blue
- When My Baby Smiles At Me